# Saalbau Friedrichshain
Der Saalbau Friedrichshain war ein repräsentatives Gebäude in der Straße Am Friedrichshain im Ortsteil Prenzlauer Berg des Berliner Bezirks Pankow.

## Geschichte

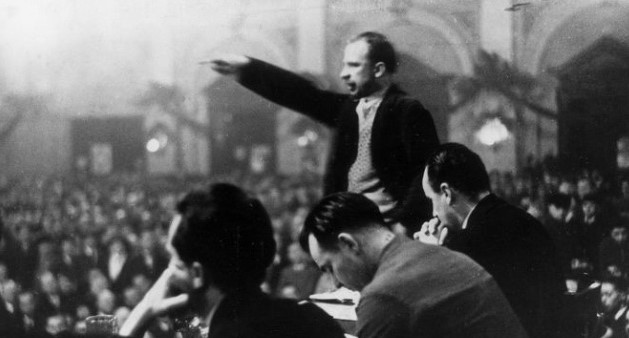
Ulbricht und Goebbels 1931

Das Gebäude wurde nach Plänen und unter Leitung des Architekten Max Schilling zwischen 1886 und 1888 erbaut und befand sich unweit des heutigen Filmtheaters am Friedrichshain unter der Adresse Am Friedrichshain 16–23. Ursprünglich war es ein Tanzpalast der Actienbrauerei Friedrichshain mit Platz für 1000 Besucher. Mit einer Länge von 43 m, einer Breite von 25 m und einer Höhe von 16 m galt es zur damaligen Zeit als größtes Gebäude seiner Art in Europa. Am 22. Januar 1931 kam es dort auf einer Versammlung zu einem Rededuell zwischen Walter Ulbricht und Joseph Goebbels.
Zum Kriegsende wurde der Saalbau stark zerstört und die Rest danach abgetragen. Auf seinen Grundmauern entstand bald darauf ein neuer Flachbau, der den gleichen Namen erhielt. Dieses Gebäude diente bis zum Ende der DDR auch weiterhin für Veranstaltungen und Kulturtreffs.
Im Jahr 1992 wurde das Gebäude wegen Baufälligkeit abgerissen. Seit den 2010er Jahren befinden sich auf dem Grundstück ein Hotel und eine Seniorenpflegeeinrichtung.

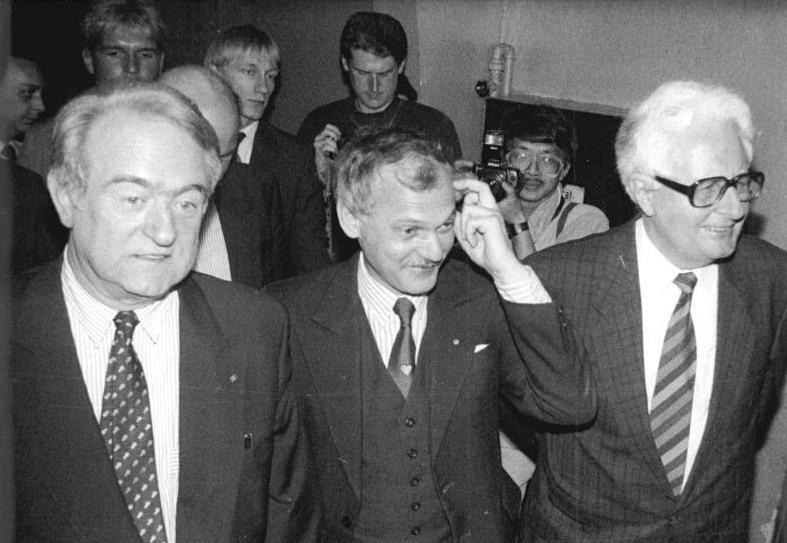
Johannes Rau, Hansjochen Vogel und Ibrahim Böhme im Saalbau Friedrichshain 1990